# اوری (رومانی)
شهر اوری (به رومانیایی: Avrig) در شهرستان سیبیو در کشور رومانی واقع شده‌است. جمعیت این شهر ۱۶٬۲۱۵ نفر  است.

## نگارخانه

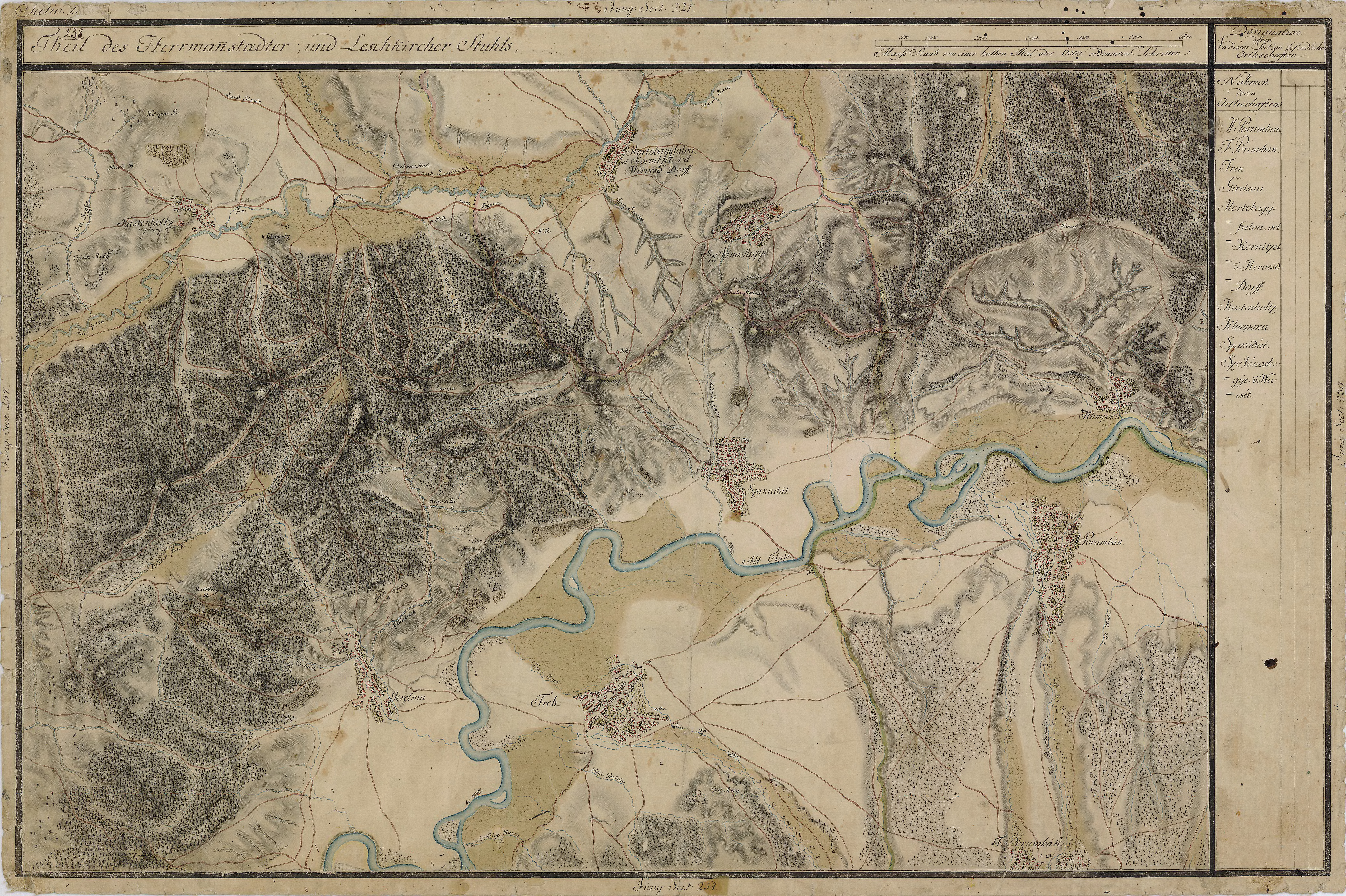
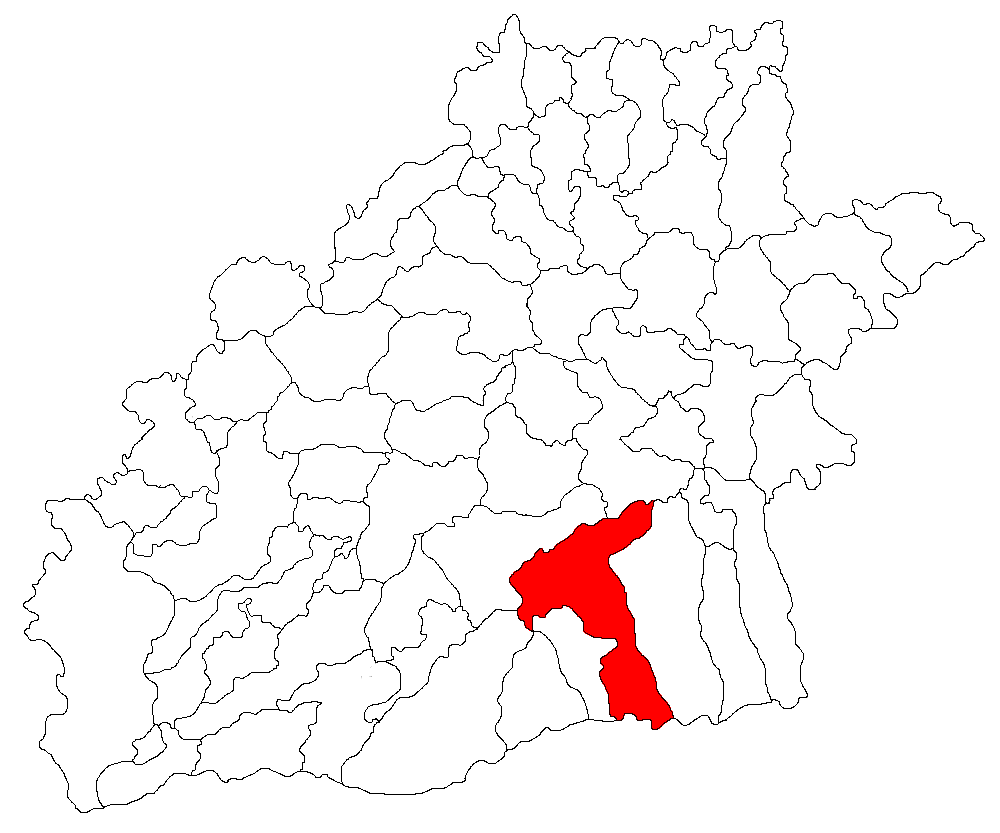
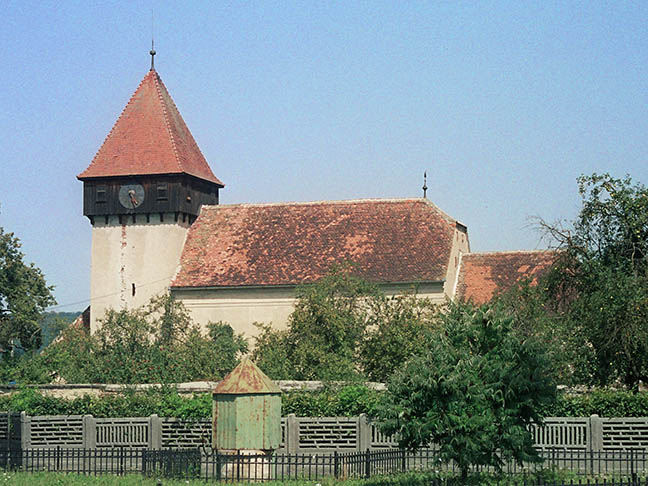
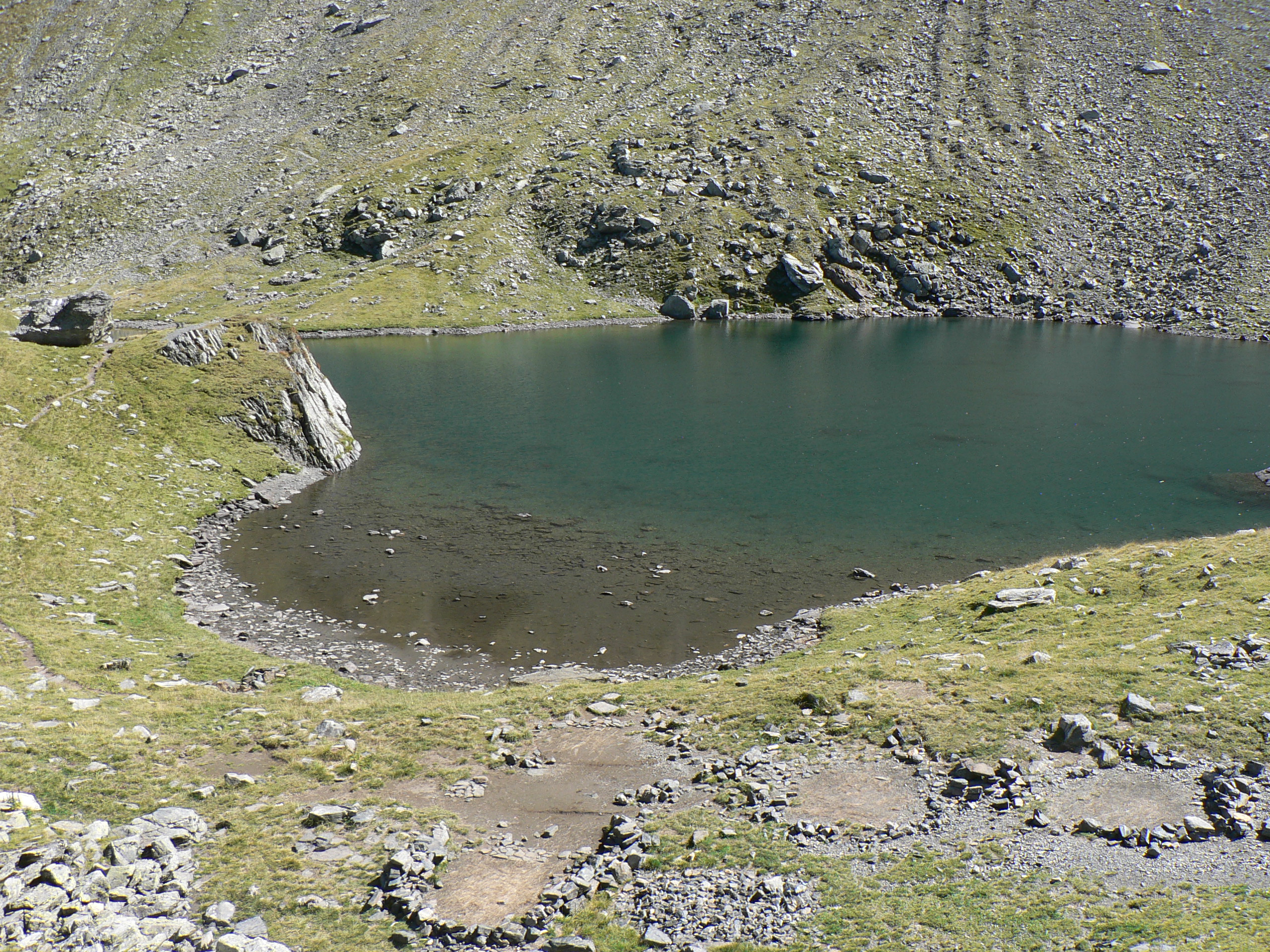
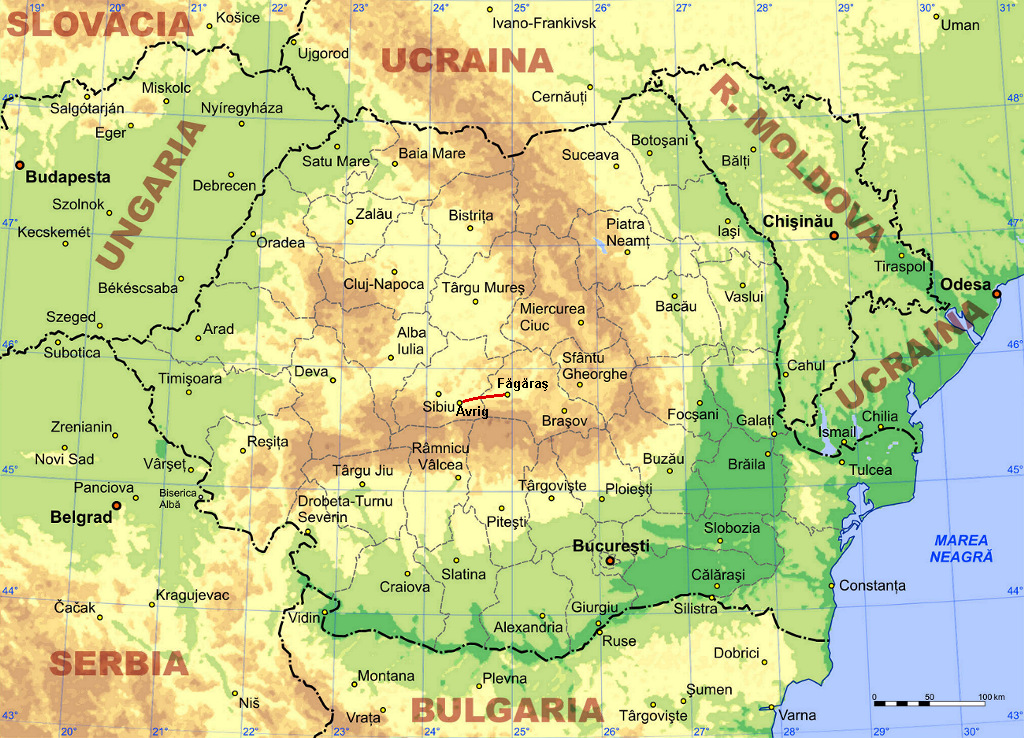